# (16074) Georgekaplan
(16074) Georgekaplan (1999 RR129) – planetoida z pasa głównego asteroid okrążająca Słońce w ciągu 4,3 lat w średniej odległości 2,64 j.a. Odkryta 9 września 1999 roku.